# Kabinett Callaghan
Das Kabinett Callaghan wurde im Vereinigten Königreich am 5. April 1976 von Premierminister James Callaghan von der Labour Party gebildet und löste das Kabinett Wilson IV ab. Das Kabinett blieb bis zum 4. Mai 1979 im Amt und wurde dann durch das Kabinett Thatcher I abgelöst.

## Regierungszeit
Callaghan hatte das Amt des Premierministers nach dem Rücktritt seines Parteifreundes Harold Wilson am 16. März 1976 angetreten. Aufgrund von Parteiaustritten und verlorenen Nachwahlen verfügte Labour nicht mehr über die knappe Mehrheit im House of Commons, die Wilson noch im Oktober 1974 mit 319 der 635 Sitze gewann. Diese Zahl ist auch in der Infobox repräsentiert. Bei Amtsantritt Callaghans hielt Labour noch 317 der 635 Sitze, einen weniger als die absolute Mehrheit, im Laufe der drei Regierungsjahre wird die Zahl Labour Abgeordneten noch weiter sinken. Hinzu kam eine sich verschlechternde Wirtschaftssituation, in deren Folge das Pfund Sterling auf 1,714 US-Dollar sank und die Zahl der Arbeitslosen auf 1,3 Millionen stieg. Angesichts der gleichzeitigen weltweiten Rezession schloss die Regierung am 28. Juni 1976 auf drei Jahre einen Sozialpakt mit den Gewerkschaften, in dem programmatische Prioritäten für die wirtschaftliche und soziale Entwicklung wie Einfuhrbegrenzungen, Vermögenssteuer, Preis- und Lohnbeschränkungen gesetzt wurden. Künftige Streiks konnten dadurch allerdings nicht verhindert werden.
Das am 27. März 1977 geschlossene Kooperationsabkommen mit der Liberal Party verschaffte der Labour-Regierung wieder eine, wenngleich unsichere, Mehrheit im Unterhaus. Diese wurde zumeist noch durch die drei Abgeordneten von Plaid Cymru und zwei nordirischen Nationalisten verstärkt. Pakt wurde von der Liberal Party allerdings nach anderthalb Jahren am 7. September 1978 wieder aufgekündigt. Im sogenannten „Winter der Unzufriedenheit“ (‚Winter of Discontent‘) 1978/1979 lähmte ausgedehnte Streiks vor allem das Gesundheitswesen und andere wesentliche Dienstleistungsbereiche wie Krankenhäuser, Müllabfuhr und Transportwesen und minderten dadurch nachhaltig das Ansehen der Regierung. Um den Forderung schottischer und walisischer Nationalisten nachzukommen, propagierte die Labour Party am 28. März 1979 eine Politik der Devolution, das heißt der Übertragung von Rechten auf Zeit und unter dem letztendlichen Vorbehalt der Souveränität des Parlaments in London, an neu einzurichtende regionale Parlamente. Zu diesem Zweck veranstaltete Referenden erreichten jedoch weder in Schottland noch in Wales die erforderlichen Mehrheiten.
Unter dem Eindruck der tief greifenden Wirtschaftskrise und der sich daraus ergebenden gesellschaftlichen Verteilungskämpfe kam es Ende der 1970er Jahre zunächst zu einer neuerlichen Polarisierung der politischen Parteien. Der bis dahin bestehende Grundkonsens über die Einrichtung eines Interventionsstaates mit sozialen Zielsetzungen zerbrach angesichts der offenkundigen Tatsache, dass dieser in der damaligen Situation nicht mehr zu finanzieren war. Während innerhalb der Labour Party „linke“ Strömungen an Bedeutung gewannen, forderten die konservativen Tories unter Margaret Thatcher, die seit 1975 Parteivorsitzende war, mit einem neoliberalen Programm die Abkehr vom Wohlfahrtsstaat und propagierten stattdessen die Förderung des Individualismus und der Marktgesetze.
Bei den Unterhauswahlen vom 3. Mai 1979 entfielen von 635 Sitzen im House of Commons 339 Mandate auf die Conservative Party, während die bislang regierende Labour Party 269 Sitze bekam. Sonstige Parteien stellten weitere 27 Abgeordnete. Daraufhin übernahm Margaret Thatcher als erste Frau in der Geschichte des Vereinigten Königreichs das Amt des Premierministers.

### Misstrauensvotum
| Votum      | Labour | Cons | Liberal | SNP | UUP | Plaid | SLP | SDLP | DUP | UUUP | IndRep | Unabh. | Speaker | Deputies | Ergebnis |
| ---------- | ------ | ---- | ------- | --- | --- | ----- | --- | ---- | --- | ---- | ------ | ------ | ------- | -------- | -------- |
| Ja         |        | 279  | 13      | 11  | 5   |       |     |      | 1   | 1    |        | 1      |         |          | 311/635  |
| Nein       | 303    |      |         |     | 2   | 3     | 2   |      |     |      |        |        |         |          | 310/635  |
| Enthaltung | 1      |      |         |     |     |       |     | 1    |     |      | 1      |        | 1       | 3        | 7/635    |
| Tellers    | 2      | 2    |         |     |     |       |     |      |     |      |        |        |         |          | 4/635    |

## Minister
Dem Kabinett gehörten folgende Minister an:
| Zugehörigkeit |  | Labour |

| Amt                                                                              | Bild             | Person                              | Partei       | Partei             | Amtszeit           | Amtszeit    |
| -------------------------------------------------------------------------------- | ---------------- | ----------------------------------- | ------------ | ------------------ | ------------------ | ----------- |
| Premierminister Erster Lord des Schatzamtes Minister für den öffentlichen Dienst | James Callaghan  | James Callaghan                     |              | Labour Party       | 5. April 1976      | 4. Mai 1979 |
| Lordpräsident des Rates Leader of the House of Commons                           | Michael Foot     | Michael Foot                        | Labour Party | 8. April 1976      | 4. Mai 1979        |             |
| Lordkanzler                                                                      | Elwyn Jones      | Elwyn Jones, Baron Elwyn-Jones      | Labour Party | 8. April 1976      | 4. Mai 1979        |             |
| Lordsiegelbewahrer                                                               |                  | Malcolm Shepherd, 2. Baron Shepherd | Labour Party | 8. April 1976      | 10. September 1976 |             |
| Lordsiegelbewahrer                                                               |                  | Fred Peart, Baron Peart             | Labour Party | 10. September 1976 | 4. Mai 1979        |             |
| Schatzkanzler Zweiter Lord des Schatzamtes                                       | Denis Healey     | Denis Healey                        | Labour Party | 8. April 1976      | 4. Mai 1979        |             |
| Chefsekretär des Schatzamtes                                                     |                  | Joel Barnett                        | Labour Party | 21. Februar 1977   | 4. Mai 1979        |             |
| Außenminister                                                                    | Tony Crosland    | Anthony Crosland                    | Labour Party | 8. April 1976      | 19. Februar 1977   |             |
| Außenminister                                                                    | David Owen       | David Owen                          | Labour Party | 19. Februar 1977   | 4. Mai 1979        |             |
| Innenminister                                                                    | Roy Jenkins      | Roy Jenkins                         | Labour Party | 8. April 1976      | 10. September 1976 |             |
| Innenminister                                                                    | Merlyn Rees      | Merlyn Rees                         | Labour Party | 10. September 1976 | 4. Mai 1979        |             |
| Minister für Landwirtschaft und Ernährung                                        |                  | Fred Peart                          | Labour Party | 8. April 1976      | 10. September 1976 |             |
| Minister für Landwirtschaft und Ernährung                                        |                  | John Silkin                         | Labour Party | 10. September 1976 | 4. Mai 1979        |             |
| Verteidigungsminister                                                            |                  | Roy Mason                           | Labour Party | 8. April 1976      | 10. September 1976 |             |
| Verteidigungsminister                                                            | Fred Mulley      | Frederick Mulley                    | Labour Party | 10. September 1976 | 4. Mai 1979        |             |
| Bildungsminister/in                                                              | Fred Mulley      | Frederick Mulley                    | Labour Party | 8. April 1976      | 10. September 1976 |             |
| Bildungsminister/in                                                              | Shirley Williams | Shirley Williams                    | Labour Party | 10. September 1976 | 4. Mai 1979        |             |
| Minister für Beschäftigung                                                       |                  | Albert Booth                        | Labour Party | 8. April 1976      | 4. Mai 1979        |             |
| Energieminister                                                                  | Tony Benn        | Tony Benn                           | Labour Party | 8. April 1976      | 4. Mai 1979        |             |
| Umweltminister                                                                   |                  | Peter Shore                         | Labour Party | 8. April 1976      | 4. Mai 1979        |             |
| Minister für Planung und Kommunalverwaltung                                      |                  | John Silkin                         | Labour Party | 8. April 1976      | 10. September 1976 |             |
| Industrieminister                                                                |                  | Eric Varley                         | Labour Party | 8. April 1976      | 4. Mai 1979        |             |
| Kanzler des Herzogtums Lancaster                                                 |                  | Harold Lever                        | Labour Party | 8. April 1976      | 4. Mai 1979        |             |
| Minister für Nordirland                                                          | Merlyn Rees      | Merlyn Rees                         | Labour Party | 8. April 1976      | 10. September 1976 |             |
| Minister für Nordirland                                                          |                  | Roy Mason                           | Labour Party | 10. September 1976 | 4. Mai 1979        |             |
| Minister für Überseeentwicklung                                                  |                  | Reg Prentice                        | Labour Party | 8. April 1976      | 21. Dezember 1976  |             |
| Minister/in für Preise und Verbraucher                                           | Shirley Williams | Shirley Williams                    | Labour Party | 8. April 1976      | 10. September 1976 |             |
| Minister/in für Preise und Verbraucher                                           | Roy Hattersley   | Roy Hattersley                      | Labour Party | 10. September 1976 | 4. Mai 1979        |             |
| Minister für Schottland                                                          | Bruce Millan     | Bruce Millan                        | Labour Party | 8. April 1976      | 4. Mai 1979        |             |
| Minister für soziale Dienste                                                     | David Ennals.jpg | David Ennals                        | Labour Party | 8. April 1976      | 4. Mai 1979        |             |
| Minister für soziale Sicherheit                                                  |                  | Stanley Orme                        | Labour Party | 8. April 1976      | 4. Mai 1979        |             |
| Handelsminister                                                                  | Edmund Dell      | Edmund Dell                         | Labour Party | 8. April 1976      | 11. November 1978  |             |
| Handelsminister                                                                  |                  | John Smith                          | Labour Party | 11. November 1978  | 4. Mai 1979        |             |
| Transportminister                                                                | Bill Rodgers     | Bill Rodgers                        | Labour Party | 10. September 1976 | 4. Mai 1979        |             |
| Minister für Wales                                                               | John Morris      | John Morris                         | Labour Party | 8. April 1976      | 4. Mai 1979        |             |

## Hintergrundliteratur
- Der Große Ploetz. Die Enzyklopädie der Weltgeschichte, Verlag Vandenhoeck & Ruprecht, 35. Auflage, 2008, S. 1512 f., ISBN 978-3-525-32008-2